# UShop
UShop é uma plataforma de comércio eletrônico do Uruguai, com sede em Young (Río Negro). 
A UShop foi fundada no Uruguai em 2023 por Sebastián Silva. A plataforma surgiu como um spin-off da Tienda Universo, organização que atuava em diversas áreas, inclusive e-commerce. Ao se tornar independente, a UShop focou no desenvolvimento de um mercado online para consumidores uruguaios, deixando de lado outros serviços não relacionados que antes faziam parte da Tienda Universo. O UShop foi publicado por meio de site e aplicativos móveis.